# هايتس (مقاطعة ولاية آيوا)
هايتس، مقاطعة ولاية آيوا (بالإنجليزية: Highland, Iowa County, Wisconsin)‏ هي بلدة تقع بولاية ويسكونسن في الولايات المتحدة. تبلغ مساحتها 168 (كم²)، وترتفع عن سطح البحر 339 م، بلغ عدد سكانها 797 نسمة في عام 2000 حسب إحصاء مكتب تعداد الولايات المتحدة وتصل الكثافة السكانية فيها 4.8 نسمة/كم2.

## وصلات خارجية
- The US50 - Cities and Towns in Wisconsin State
- Wisconsin Cities and Towns, Facts, Map, Flag, Colleges, Government, and More